# Sláva Volný ml.
Sláva Volný ml. (* 25. února 1956 Cheb) je český etnolog, spisovatel a novinář.

## Život
Jako syn redaktora Slávy Volného, autora slavné reportáže Československého rozhlasu z okupované Prahy 21. srpna 1968, emigranta a redaktora rádia Svobodná Evropa, byl pro komunistický režim nepřátelským elementem. Po velkých potížích byl sice přijat ke studiu na střední ekonomické škole, směl však navštěvovat jen formu výuky "pro pracující", tzn. dálkově. Smyslem tohoto opatření bylo izolovat politicky nespolehlivého Slávu Volného od jeho vrstevníků, které by „mohl nakazit nevhodnými myšlenkami a názory“. Na pokračování ve studiu na vysoké škole mohl samozřejmě zapomenout. Vystřídal řadu nejrůznějších zaměstnání, na které by mu bohatě stačilo základní vzdělání.
Po změně politických poměrů v roce 1989 mohl konečně začít studovat na vysoké škole. Vystudoval obor etnologie na FF UK (Mgr., následně PhDr.) a začal pracovat v kultuře; v Národním památkovém ústavu, v Židovském muzeu v Praze a poté v Národním muzeu. Podílel se na vydání knihy od svého otce Kvadratura času, aneb Jak jsem doklopýtal do roku 68, Práh 2008.
Od roku 2008 pracoval v Českém rozhlase. Mapoval jeho historii a připravoval rozhovory s rozhlasovými redaktory, kteří zde pracovali v 50.-70. letech 20. století. Tyto rozhovory zaznamenával a zpracovával do knižní podoby. Psal do bulletinu „Svět rozhlasu“. Rozhovory s osobnostmi české kultury připravoval rovněž pro různé společenské časopisy. Od roku 2021 pracuje v organizaci destinačního managementu hl. m. Prahy, kde se věnuje kulturní publicistice.
V roce 2016 získal Sláva Volný od Ministerstva obrany ČR osvědčení účastníka odboje a odporu proti komunismu. Od 2. listopadu 2022 je členem Českého centra Mezinárodního PEN klubu.

## Dílo
- Každému rakev, vzpomínkový román z 80. let, 2001
- Mlsné jazýčky slavných, ve spoluautorství s Evou Zelinkovou, 2007
- Slepá ulička, detektivka z prostředí Jizerských hor, 2003
- Jsme s vámi, buďte s námi, vzpomínky rozhlasových redaktorů, 2013
- Od totality k demokracii, vzpomínky rozhlasového redaktora a ředitele zahraničního vysílání ČRo PhDr. Richarda Seemanna, 2014